# Fallschirmtruppe (Kaiserlich Japanisches Heer)
Die Fallschirmtruppe des Kaiserlich Japanischen Heeres (jap. 日本陸軍空挺部隊, Nippon rikugun kūtei butai) war eine Waffengattung des Kaiserlich Japanischen Heeres für den operativen Einsatz im rückwärtigen Feindgebiet. Ihre Aufstellung begann im Dezember 1940 mit der Rekrutierung von zehn Offizieren und 250 Unteroffizieren. Während des Pazifikkrieges erfolgten Einsätze auf Leyte und Luzon auf den Philippinen sowie auf Okinawa, die in den meisten Fällen mit dem Totalverlust der Einheiten endeten.
Während Fallschirmjäger im japanischen Rakkasanhei heißen, wählte das Heer die Bezeichnung Teishin (挺進), was ungefähr mit Gefährlicher Angriff bzw. Sturm(-Angriff) übersetzt werden kann. Im Laufe des Pazifikkriegs etablierte sich der Begriff Kūchū Teishin Butai (空中挺進部隊) bzw. kurz Kūtei Butai (空挺部隊) was dem deutschen Luftsturmeinheit entspricht. Die Fallschirmtruppe des Heeres ist zu unterscheiden von der Fallschirmtruppe der Kaiserlich Japanischen Marine.

## Auftrag
Der primäre Auftrag der Fallschirmtruppe bestand darin, überraschend Brückenköpfe, Schlüsselgelände oder wichtige feindliche Industrieanlagen zu nehmen und diese bis zum Eintreffen der nachrückenden Truppe zu halten. Im Verlauf des Pazifikkriegs zeigte sich, dass alleine die Präsenz der japanischen Fallschirmtruppen in einem Operationsraum eine stetige Bedrohung für alliierte militärische Objekte und Versorgungswege im Hinterland darstellte und damit Truppen für den Objektschutz band.

## Geschichte
Vor Beginn des Zweiten Weltkriegs hatten nur die Sowjetunion und das Deutsche Reich bedeutende Fallschirmtruppen aufgestellt. Erst mit den Erfolgen der deutschen Fallschirmjäger bei der Besetzung Norwegens und während des Westfeldzugs, unter anderem mit der Erstürmung des Forts Eben-Emael, sah das Kaiserlich Japanische Heer die Notwendigkeit, eigene Fallschirm- und Luftlandetruppen aufzustellen.

### Aufstellung

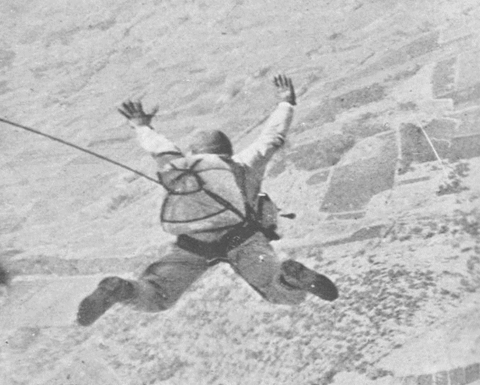
Japanischer Fallschirmjäger des Heeres springt während des Pazifikkriegs aus einem Flugzeug.

Obwohl das Kaiserreich Japan mit dem Deutschen Reich verbündet war, gab es zwischen den Streitkräften in Bezug auf Ausbildung, Bewaffnung, Organisation oder Taktik bei der Aufstellung der japanischen Fallschirmtruppen keinerlei Austausch. Das Japanische Heer stellte parallel zur Kaiserlich Japanischen Marine, mit der es seit jeher Rivalitäten gab, die Fallschirmtruppen neu auf und entwickelte Ausbildung, Taktik, Ausrüstung und Organisation. Die Teilstreitkräfte teilten lediglich die bereits existierenden Waffen.
Die erste Luftsturm-Einheit wurde, auf Befehl von General Tōjō Hideki, Kriegsminister und Chef des Generalstabes, im Dezember 1940 an der Heeresfliegerschule auf dem Hamamatsu-Militärflugplatz aufgestellt, an der Südküste Honshus. Unter Führung des Oberstleutnants Kawashima Keigo stellten zehn Heeresflieger-Offiziere den Kern der zukünftigen Fallschirmtruppe, die anfangs aus Geheimhaltungsgründen die Bezeichnung Kawashima Einheit führte. Keiner der Offiziere hatte eine Fallschirmsprung- oder Luftlandetaktikausbildung. Sie studierten die damals verfügbaren Quellen und entwickelten daraus Ausbildungs- und Taktikanweisungen für die Fallschirmtruppe. Im Februar 1941 erfolgten die ersten Fallschirmsprünge. Mitte Februar 1941 stießen 250 Unteroffiziere hinzu, die zwischen 20 und 25 Jahre alt waren und sich freiwillig zu den Luftsturmtruppen gemeldet hatten.

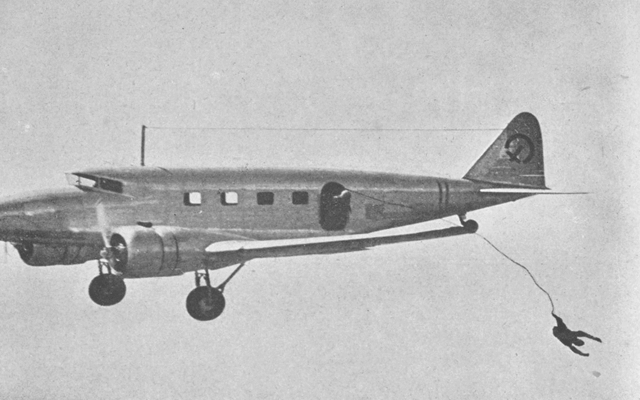
Ausbildungssprung eines japanischen Fallschirmjägers mit Typ-1-Spezial-Fallschirm. Am Seitenleitwerk des Nakajima Ki-34 Transportflugzeugs ist die Insignia der Fallschirmtruppe des Heeres zu sehen.

Im März 1941 wurde das Trainingslager nach Tokorozawa in der Nähe von Tokio verlegt. Dort wurde mit Hilfe eines 50 Meter hohen Sprungturms im Tokioter Tamagawa-Vergnügungsparks die ersten Sprünge der Unteroffiziere absolviert. Um die Geheimhaltung aufrechtzuerhalten, besuchten die Soldaten einzeln und in Zivil gekleidet den Vergnügungspark. Bald folgten Trainingssprünge aus dem Nakajima Ki-34 Transportflugzeug mit speziell für die Fallschirmjäger entwickelten Typ-1-Fallschirmen.
Das Trainingslager in Tokorozawa wurde wegen der ansteigenden Zahl der Fallschirmspringer zu klein, so dass General Tojo im Mai 1941 den Verband nach Baicheng in Mandschukuo verlegte. Tojo versprach sich durch die Abgelegenheit des neuen Stützpunktes Geheimhaltung vor den Alliierten. Schnell stellte sich heraus, dass die Kommunikation mit den in die Entwicklung von Fallschirmjäger-Ausrüstung involvierten Abteilungen nicht ausreichte und im August 1941 wurde die Einheit zurück nach Japan auf den Nyutabaru Militärflugplatz in der Nähe von Miyazaki auf Kyushu verlegt.
Nachdem die ersten 5 Klassen die Fallschirmspringer-Ausbildung erfolgreich bestanden hatten, wurde aus den ersten drei Klassen (800 Absolventen) am 1. Dezember 1941 das 1. Luftsturmregiment (Dai 1 Teishin Rentai) gebildet. Einige Tage später erfolgte die Aufstellung des Führungsstabes der 1. Luftsturmbrigade (Oberst Kume Seiichi) und der 1. Luftsturm-Transport-Einheit. Im Januar 1942 wurde aus den restlichen zwei Klassen das 2. Luftsturmregiment gebildet.

### Einsätze

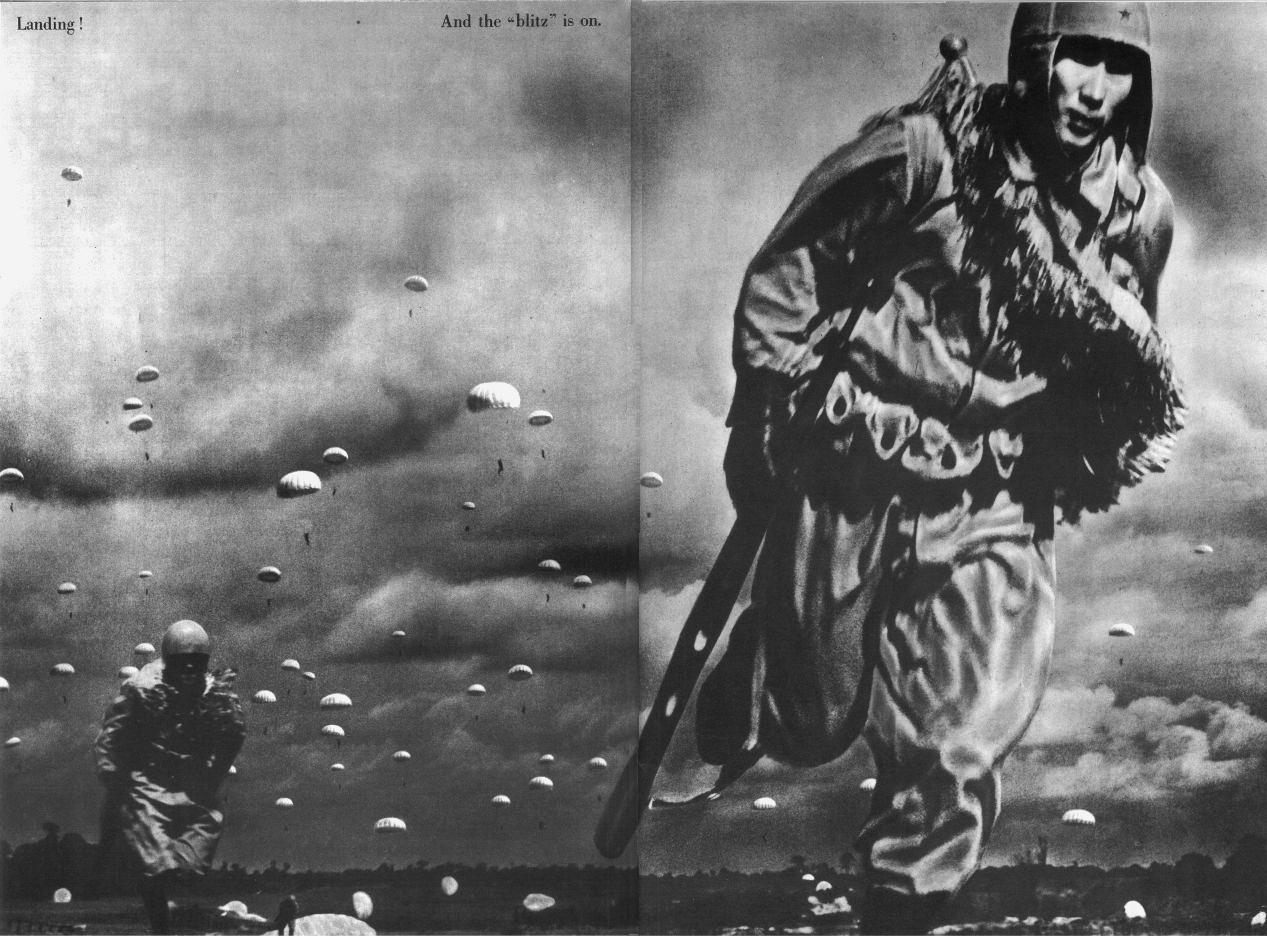
Japanische Heeres-Fallschirmjäger während der Schlacht von Palembang, 14. Februar 1942.

#### Operation L

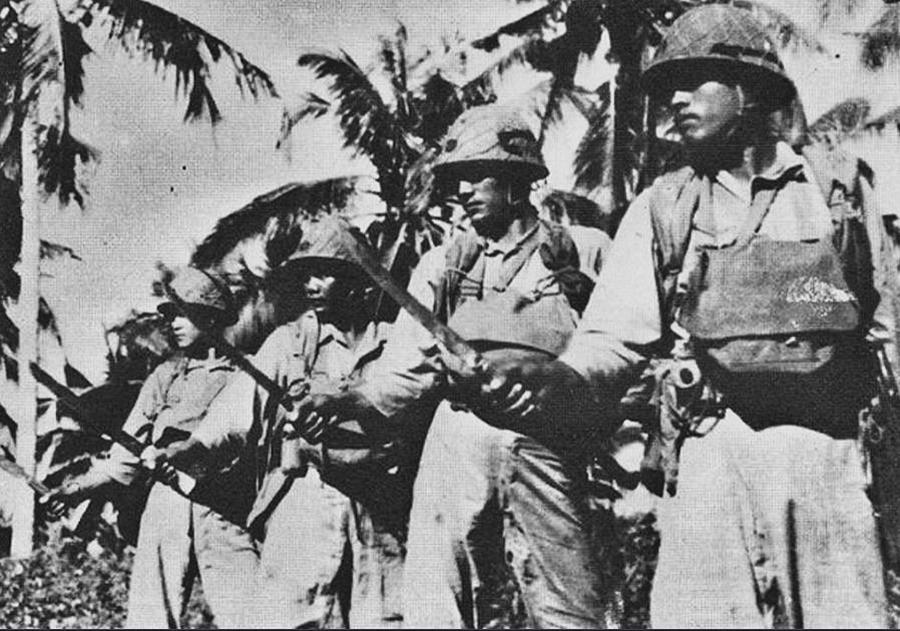
Takasago Freiwillige mit dem giyuto (Treueschwert)

Bereits im September 1940 – vor der Aufstellung der Fallschirmtruppe des Kaiserlichen Heeres – hatte das Daihon’ei Angriffspläne zur Eroberung Palembangs, in Niederländisch-Indien erarbeiten lassen. Nach dem Ölembargo durch die USA, das Vereinigte Königreich und Niederländisch-Indien sahen es die Japaner für zwingend notwendig an, die beiden Erdölraffinerien bei Palembang in ihren Besitz zu bringen. Da Palembang 80 Kilometer landeinwärts liegt fiel schnell die Entscheidung, ein Luftlandeunternehmen, Operation L genannt, mit dem Ziel auszuführen, die Zerstörung der Raffinerien durch die Alliierten zu verhindern, bevor Landungstruppen diese erreichen konnten.
Am 14. Februar 1942 landeten 339 Fallschirmjäger, unterstützt von 150 Transport-, Schlacht- und Jagdflugzeugen, in Japans größter Luftlandeaktion an verschiedenen Stellen rund um Palembang. Obwohl die Landung chaotisch verlief, die meisten Abwurfbehälter nicht geborgen werden konnten und die Fallschirmspringer größtenteils nur mit Pistolen und Handgranaten bewaffnet waren, hatten sie das Überraschungsmoment und die psychologische Wirkung der vorangegangenen alliierten Niederlagen auf ihrer Seite. Bereits am 15. Februar leisteten nur noch vereinzelt alliierte Truppen Widerstand und zogen sich nach Java zurück. Zwar konnte eine der Raffinerien größtenteils zerstört werden, doch war die erheblich größere Raffinerie nahezu intakt in japanische Hände gefallen. Die Ölversorgung des Japanischen Kaiserreichs war vorerst gesichert und Operation L damit ein Erfolg.

#### Operation Gi
Im Dezember 1943 wurde die Kaoru-Luftsturmabteilung aufgestellt. Sie bestand aus zwei Kompanien der Guerilla-Einheit (Yugekitai), die aus Angehörigen des Takasago-Stammes auf Taiwan rekrutiert wurden. Die Takasago waren bekannt für ihren Mut, ihre gewandte Dschungelkampffähigkeit und das Tragen des giyuto (Treue-Schwert). Die Offiziere und Techniker der Einheit bestanden aus Japanern. Im Mai 1944 wurde die Kaoru-Luftsturmabteilung der 2. Regionalarmee unterstellt und verlegte im Juni auf die Philippinen. Im Oktober 1944 hatten US-Truppen die Rückeroberung der Philippinen begonnen und die Luftarmee 4 entschloss sich, die 1. Kompanie der Kaoru-Luftsturmabteilung für einen Luftlandeangriff auf die inzwischen in amerikanischer Hand befindlichen Flugplätze einzusetzen. Unter der Leitung von Leutnant Naka Shigeo wurde die Einheit in kürzester Zeit mit der Luftlandeangriffstaktik vertraut gemacht.
In der Nacht des 26. November 1944 starteten vier Nakajima L2D Transportflugzeuge mit der aus 40 Mann bestehende Kaoru-Einheit unter dem Befehl von Leutnant Naka von dem Lipa Flugfeld südlich von Manila zur Operation Gi (義号作戦, Gi-gō sakusen). In niedriger Flughöhe flogen die Transporter 550 Kilometer südwestlich nach Leyte und meldeten nach zwei Flugstunden, dass sie über dem Ziel waren: den zwei Flugplätzen bei Burauen. Dies war die letzte Meldung, die das japanische Oberkommando von der Einheit erhielt. Da am nächsten Tag keine amerikanischen Flugzeuge über der Bucht von Ormoc im westlichen Leyte, in der japanische Verstärkungen anlandeten, auftauchten, wurde von einem Erfolg der Operation ausgegangen.
Tatsächlich war eines der Flugzeuge in der Nähe des Dulag-Flugfeldes über dem Meer abgestürzt. Ein zweites Flugzeug landete in der Nähe des Abuyog Flugfeldes. Einer der Überlebenden des Absturzes wurde von US-Truppen getötet, während sich die restlichen in den Dschungel flüchteten. Das dritte Flugzeug erreichte den Burauen-Flugplatz, wurde aber von US-Flak abgeschossen. Alle Besatzungsmitglieder kamen dabei ums Leben. Das vierte Flugzeug verpasste das Ziel und landete in der Nähe von Ormoc. Die Besatzungsmitglieder schlugen sich auf dem Landweg zu den eigenen Linien zurück und suchten Anschluss zur japanischen 16. Division.

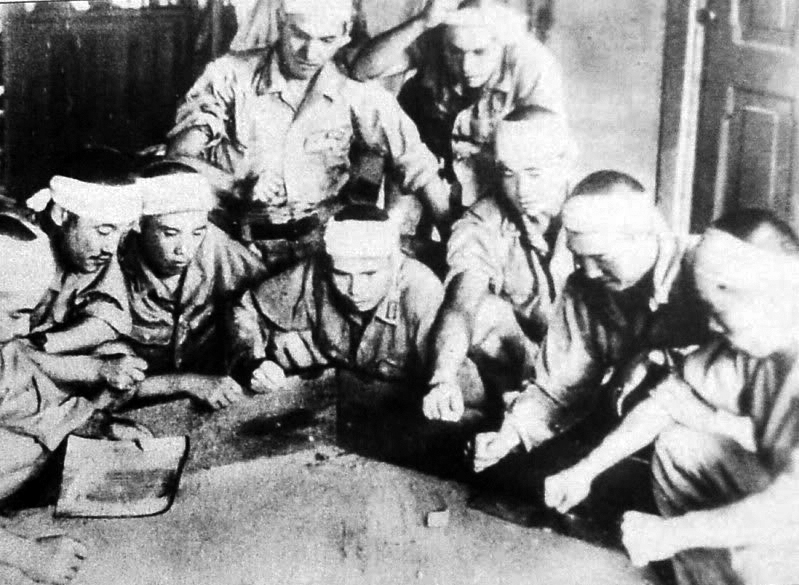
Japanische Heeres-Fallschirmspringer betrachten ein Modell der Burauen-Flugplätze in Vorbereitung der Operation Te.

#### Operation Te

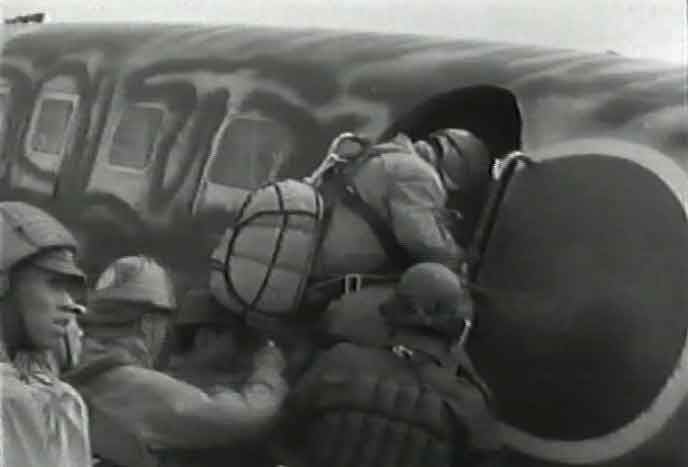
Ein Japanischer Heeresfallschirmspringer besteigt ein Flugzeug für den Angriff auf Flugplätze auf Leyte am 6. Dezember 1944. Er trägt den neuen Typ 4 Fallschirm

Trotz des Fehlschlags der Operation Gi waren die Japaner gewillt, immense Verluste in Kauf zu nehmen, um den Vormarsch der US-Truppen aufzuhalten beziehungsweise zu verzögern. Das nächste Unternehmen, gegnerische Flugplätze anzugreifen, sollte mit größeren Verbänden und in besserer Abstimmung erfolgen. Bereits vor der Operation Gi hatten die 14. Regionalarmee und die Luftarmee 4 unter General Tominaga Kyoji mit Plänen für die nächsten Angriff begonnen. Geplant war Operation Te (Luftlandeangriff) und Operation Wa (Bodenoffensive) gemeinsam auszuführen. Dafür wurde im November 1944 die 2. Luftsturmbrigade, bestehend aus dem 3. und 4. Luftsturmregiment, unter dem Befehl von Oberst Tokunaga Kenji gebildet. Ihr militärischer Codename war Takachiho (auch Takachiho-Einheit), benannt nach einer Stadt in Zentral-Kyushu, der mystische Bedeutung in der Shintō-Legende nachgesagt wurde.
Am 25. Oktober beorderte das Daihon’ei die 2. Luftsturmbrigade auf die Philippinen. Das 3. Luftsturmregiment unter Major Shirai Tsuneharu verließ Japan am 30. Oktober an Bord des Flugzeugträgers Jun’yō, um vor Angriffen von amerikanischen U-Booten und -Fliegern geschützt zu sein, und traf am 11. November in Manila auf Luzon ein. Der Führungsstab der 2. Luftsturmbrigade traf am selben Tag per Lufttransport ein. Das 4. Luftsturmregiment unter Major Saida Chisaku verließ Japan am 3. November 1944 auf dem gefährlicheren Seeweg auf dem Transportschiff Akagisan Maru und traf am 30. November bei San Fernando auf Luzon ein. Auf der Clark Air Base nördlich von Manila versammelte sich schließlich die 2. Luftsturmbrigade, allerdings ohne das 1. und 2. Luftsturm-Flieger-Regiment, die auf Taiwan verblieben waren.

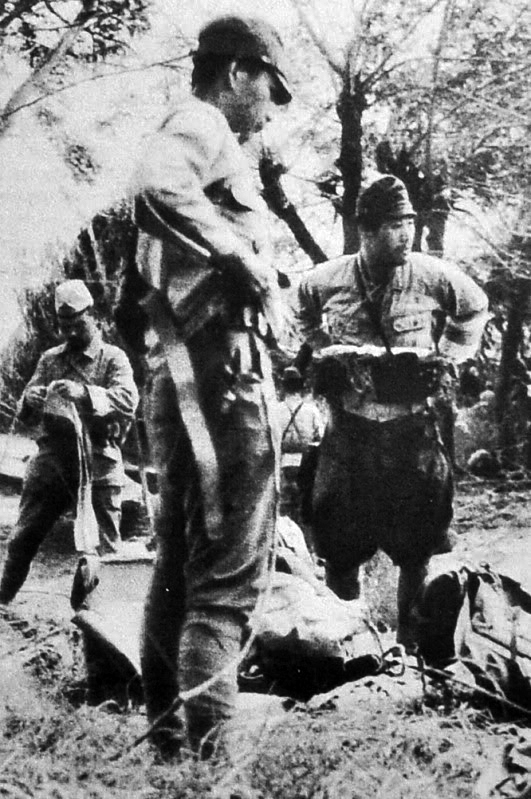
Major Shirai Tsuneharu, Kommandeur des 3. Luftsturmregiments, und sein Adjutant Hauptmann Kohno kurz vor dem Start zur Operation Te

Für Operation Te war das 3. Luftsturmregiment und Teile des 4. Luftsturmregiments in drei, teilweise gemischte, Angriffswellen aufgeteilt. Der Plan sah vor, dass Nakajima Ki-49-Bomber mit den Fallschirmjägern an Bord eine Bruchlandung direkt auf den gegnerischen Flugplätzen ausführen sollten. Nach erfolgter Landung sollten die primären Angriffsobjekte wie parkende Flugzeuge und Versorgungsgüter mit Sprengladungen vernichtet werden. Weitere Fallschirmjäger sollten aus Topsy-Transportern abspringen und die US-Truppen sowie die Flugabwehr ausschalten. Das Heer sollte mit der Operation Wa seinen Anteil zum Gelingen der Fallschirm-Operation tragen.
Am 6. Dezember 1944 sprangen beziehungsweise landeten etwa 550 Heeres-Fallschirmjäger über den besetzten Flugfelder. Einige Transportflugzeuge waren im Anflug mit den Besatzungen an Bord abgeschossen worden, sodass nur Angriffe auf drei Flugfelder erfolgte. Trotz des Überraschungsmoments herrschte nach der Landung Unordnung unter den japanischen Soldaten und nur langsam konnten diese mit der Zerstörung von Flugzeugen und Versorgungsgütern beginnen. Insgesamt konnten 11 Piper-L-4-Kurierflugzeuge und einige Vorratslager zerstört werden. Die Amerikaner leisteten hartnäckigen Widerstand und harrten die Nacht über aus, um Verstärkung abzuwarten. Am 7. Dezember hatten die amerikanischen Verstärkungen die Flugplätze gesichert und bis zum 11. Dezember die verbliebenen Japaner vernichtet. Kein Fallschirmjäger hatte sich ergeben.

#### Ormoc

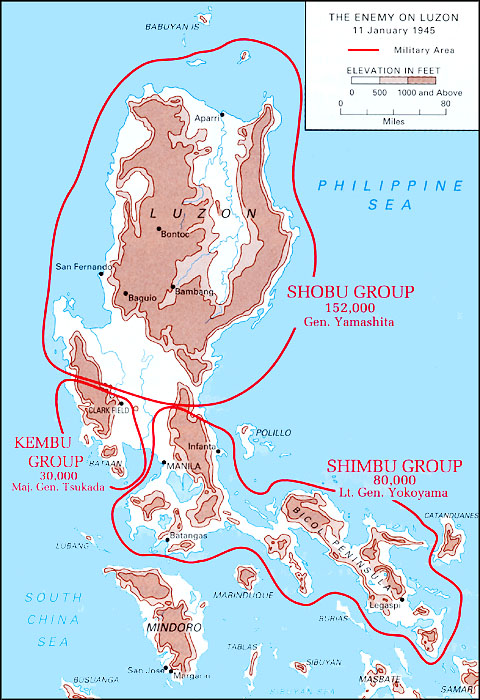
Position der drei japanischen Großverbände auf Luzon, 11. Januar 1945

Nachdem die Amerikaner die 77th Infantry Division südlich von Ormoc angelandet hatten, beorderte die Luftarmee 4 die Reste des 4. Luftsturmregiments unter ihrem Kommandeur Major Saida nach Ormoc, Leyte. Zwischen 8. und 14. Dezember landeten 481 Mann in sechs Wellen und verstärkten die dort vorhandenen 1.700 Soldaten, unter anderem das 12. Selbständige Infanterie-Regiment, Imabori-Einheit genannt. Die Elitesoldaten griffen umgehend in die Kämpfe ein und vertrieben US-Truppen von einem Hügel östlich Ormoc. Die Amerikaner antworteten mit schwerem Artilleriebeschuss und ab 16. Dezember mussten die Japaner sich aus Ormoc in nördlicher Richtung zurückziehen. Zu diesem Zeitpunkt waren nur noch Major Saida und etwa 100 Fallschirmjäger am Leben. Diese erhielten den Befehl, den Führungsstab der 1. Division nach Canquipot im Westen Leytes zu evakuieren. Verfolgt von philippinischen Guerillas erreichten am 31. Dezember nur 47 Fallschirmjäger die Küste. Dort trafen im Januar und Februar 1945 nacheinander Versprengte, unter anderem Fallschirmjäger des 3. Luftsturmregiments und Überlebende der Operation Gi ein, insgesamt etwa 400 Mann. Durch Kämpfe, Krankheiten und Hunger kam es stetig zu weiteren Ausfällen.
Am 17. März 1945 erhielt Major Saida den Befehl, den Stab der 35. Armee von Leyte zu evakuieren. Unter Zurücklassung ihrer Kranken und Verwundeten erwarteten sie vier Daihatsu-Landungsboote, von denen nur zwei erschienen. Keiner der Fallschirmjäger, die zurückbleiben mussten, überlebte den Krieg. Die beiden Daihaitsus erreichten das 20 Kilometer entfernte Tabogon auf Cebu, wo sie zu Resten der 1. Division stießen. Bald darauf landeten US-Truppen auch auf Cebu. Major Saida, 20 seiner Männer und der Stab der 35. Armee flohen auf Kanus. Auf hoher See wurden sie von einem amerikanischen Jagdflugzeug gesichtet, bei dessen Angriff General Suzuki und sein Stab getötet wurden. Major Saida und wenige Männer konnten die Küste erreichen.

#### Luzon

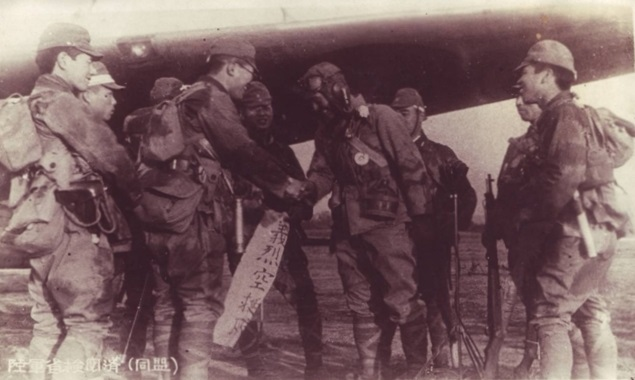
Hauptmann Okuyama Michiro (Dritter von links) schüttelt einem Piloten kurz vor dem Start nach Okinawa die Hand.

Als die Dai-1 Teishin Shūdan (1. Luftsturmdivision) gegründet wurde, war die 2. Luftsturmbrigade bereits nach Luzon beordert worden. Generalmajor Tsukada Rikichi hatte mehrfach beim Daihon’ei angefragt, seine Einheit auf die Philippinen verlegen zu lassen. Dem wurde stattgegeben und nach und nach wurden Fallschirm-Einheiten nach Luzon geschickt. Die 1. Luftsturmbrigade, die 1. Luftsturm-Panzer-Einheit und die 1. Luftsturm-Wartungs-Einheit verblieben allerdings in Japan, um weitere Fallschirm-Einheiten ausbilden zu können.
Die erste Welle der Fallschirmjäger (1. Gleiter-Infanter-Regiment, 1 Kompanie der 1. Luftsturm-Pioniere, 1 Kompanie der 1. Luftsturm-Signal-Einheit) verließen Japan am 17. Dezember 1944 an Bord des Flugzeugträgers Unryū. Am 19. Dezember wurde die Unryū von fünf Torpedos des amerikanischen U-Bootes Redfish getroffen, wobei über 1000 Mann der Luftsturmdivision ums Leben kamen. Die zweite Verstärkungswelle, 750 Mann des 2. Gleiter-Infanterie-Regiments und Teile der 1. Luftsturm-Pioniere, 1. Luftsturm-Signal-Einheit und 1. Luftsturm-Maschinenkanonen-Einheit, erreichte San Fernando, Luzon, am 29. Dezember. Das 2. Gleiter-Infanterie-Regiment wurde per Bahn nach Clark Field transportiert. Als kurz darauf die Bahnlinie von alliierten Luftangriffen zerstört wurde verblieb der Rest der Fallschirmtruppen in San Fernando und wurde der Shobu-Einheit zugeteilt.
Generalmajor Tsukada und sein Stab wurden per Lufttransport eingeflogen und erreichten Clark Field am 8. Januar 1945, wo sie Chaos vorfanden. Etwa 30.000 japanische Soldaten, durcheinandergewürfelte Einheiten aus Heer, Marine und den jeweiligen Luftstreitkräften waren unkoordiniert, ohne jegliches einheitliches Oberkommando, über die Flugbasis verteilt. Generalmajor Tsukada übernahm das Kommando über die Kembu-Gruppe, die das 2. Gleiter-Infanterie-Regiment, das 2. Motorisierte Infanterie-Regiment, das 39. Infanterie-Regiment, eine größere Anzahl von Angehörigen der Luftarmee 4, Marine-Flak-Einheiten, Wartungspersonal und Bodenpersonal der Heeresluftstreitkräfte umfasste. Seine Aufgabe war, Clark Field und die Carabelle Berge zu verteidigen. Als am 23. Januar das amerikanische 14. Korps angriff konnte die 1. Verteidigungslinie bis zum 30. Januar gehalten werden. Die überlebenden Einheiten zogen sich auf die 2. Verteidigungslinie zurück, doch die amerikanische 40th Infantry Division setzte verbissen nach. Das 2. Gleiter-Infanterie-Regiment leistete erbitterte Gegenwehr, doch Mangel an Wasser und Proviant zwangen sie am 10. Februar zum Rückzug, den sie in den Dschungel am Hang des Pinatubo-Vulkans antraten. Kurz darauf besetzten die Amerikaner Clark Field. Für die langanhaltende Verteidigung des Clark Airfields wurde Tsukada zum Generalleutnant befördert.
Die Japaner wurden im Anschluss an den Verlust von Clark Field von der 43rd und der 38th Infantry Division verfolgt. Am 6. April 1945 waren die japanischen Verbände dermaßen geschwächt, dass Generalleutnant Tsukada seinen überlebenden Truppen den Befehl gab, im Dschungel unterzutauchen und für sich selbst zu sorgen. Generalleutnant Tsukada kapitulierte am 2. September 1945 mit etwa 1500 Mann, darunter 100 Überlebenden des 2. Gleiter-Infanterie-Regiments.

#### Okinawa I

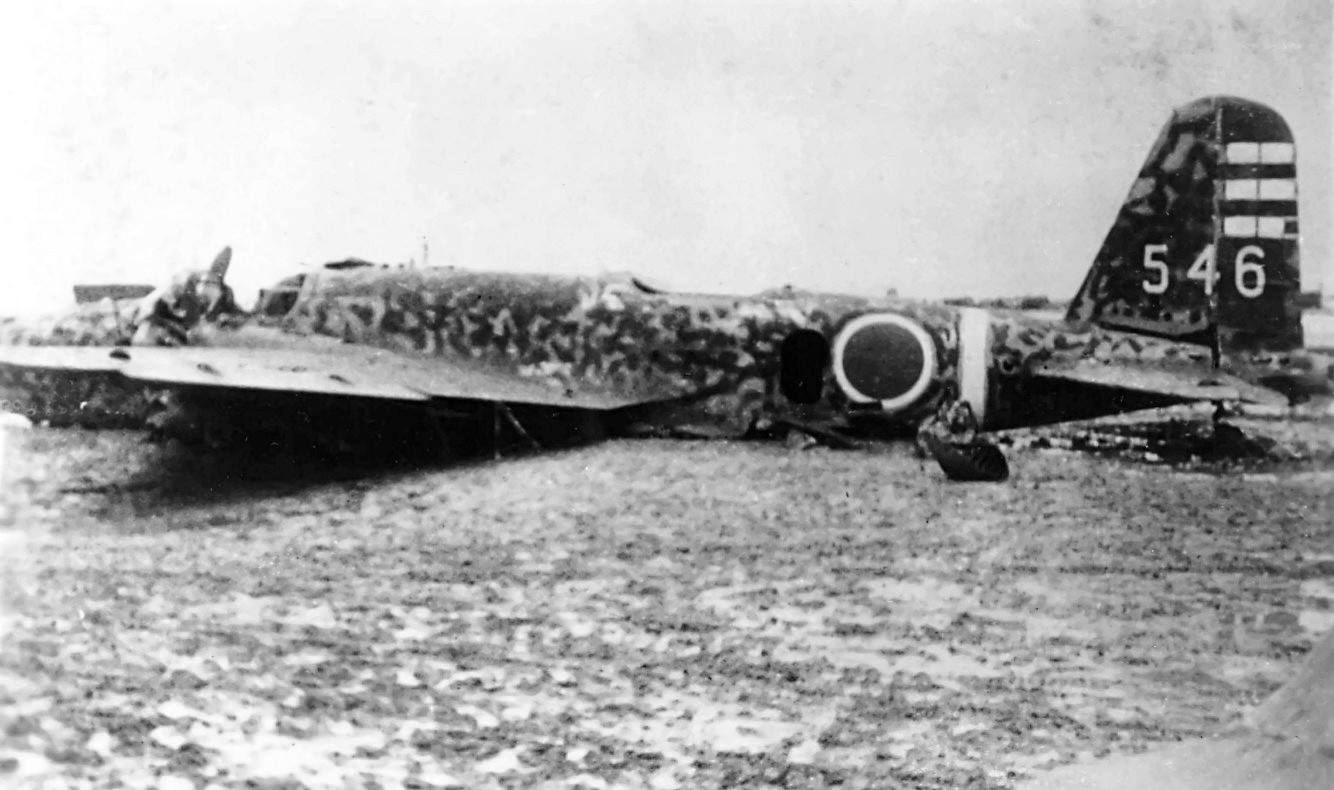
Eine der beiden bruchgelandeten Mitsubishi Ki-21 Bomber auf dem Yontan-Flugfeld

Am 24. November 1944 warfen zum ersten Mal B-29 Bomber ihre Last über Tokio ab. Da die B-29 von den Marianen aus gestartet waren, wurde die 1. Luftsturmbrigade beauftragt, eine Einheit zusammenzustellen, die den dortigen Flugplatz angreifen sollte und die dortigen B-29 zerstören sollte. Hauptmann Okuyama Michiro, der Kommandeur der Pioniere des 1. Luftsturmregiments wurde mit dem Kommando der Einheit betreut. Viele Fallschirmjäger meldeten sich freiwillig für das Unternehmen, aus denen Okuyama 126 Männer für die Selbstopferoperation auswählte. Die Einheit erhielt den Namen Giretsu Kūteitai (Giretsu steht für „Heldenmut“).
Am 5. Dezember 1944 wurde die Einheit auf die Akademie der Heeresluftstreitkräfte bei Saitama verlegt. Dort übten die Fallschirmjäger das Anbringen von Sprengsätzen an einem maßstabsgetreuen B-29 Modell. Da Typ 99 Magnetladungen nicht an die aus Aluminium bestehenden B-29 angebracht werden konnten, wurden zwei Alternativen entwickelt. Eine 2 Kilogramm schwere Sprengladung wurden an einer Stange befestigt, die am Ende einen Saugnapf hatte, der an der B-29-Tragfläche befestigt werden sollte. Anschließend konnte eine Schnur gezogen werden, die die Zündschnur des Sprengsatzes verzögert auslöste. Die zweite Sprenglösung war eine etwa 5 Meter lange Schnur, an der Sprengsätze befestigt waren. Diese „Sprengschnur“, an deren einem Ende ein kleiner Sandbeutel befestigt war, sollte über den Flügel geworfen werden.
Ein geplanter Angriff für den 17. Januar 1945 musste verschoben werden, weil US-Luftangriffe auf Iwojima das Flugfeld beschädigt hatten. Damit war ein Auftanken der Transportflugzeuge dort nicht mehr möglich. Kurz darauf existierten Pläne, nach der alliierten Landung auf Iwojima das Flugfeld anzugreifen, doch auch dieser Plan wurde verworfen.
Als am 1. April US-Truppen auf Okinawa gelandet waren und kurz darauf die Amerikaner Jäger auf der Insel stationierten, um die japanischen Shimpū Tokkōtai (Kamikaze) abzufangen, kam der Angriffsbefehl für die Giretsu Kūteitai.
Am 24. Mai 1945 um 21:25 Uhr tauchten zwölf Transportflugzeuge, begleitet von Jagdflugzeugen und Bombern, über Okinawa auf. Zehn Transportflugzeuge wurden in der Luft abgeschossen und nur zwei Maschinen konnten auf dem Yontan-Flugfeld eine Bruchlandung machen. Etwa 20 Fallschirmjäger konnten sich aus den Trümmern ihrer Maschinen befreien, warfen Granaten und Sprengladungen und feuerten wild um sich. Zwei Treibstofflager mit über 250.000 Litern ging in Flammen auf. Für weitere Verwirrung sorgten Marines, Bodenpersonal, Flak-Personal und Flugfeldsicherung der Amerikaner, die ebenfalls Koordinationslos auf vermutete und tatsächliche Feinde schossen.
Bereits am nächsten Tag gegen 12:55 Uhr waren alle Japaner getötet. Die Amerikaner hatten drei F4U Corsair Jagdflugzeuge, zwei PB4Y Patrouillenbomber und vier R4D (C-47) Transporter verloren. 22 F4U’s, drei F6F Hellcat Jagdflugzeuge, zwei PB4Ys und zwei R4Ds waren beschädigt worden.

#### Okinawa II
Auch nach dem, mit zweifelhaften Erfolg, ausgeführten Giretsu-Angriff war die japanische Führung gewillt, weitere, ähnliche Operationen auszuführen. Einige Monate später sollten erneut die Flugfelder auf Okinawa angegriffen werden. Bei dem geplanten Angriff sollten zwölf Typ 95 Geländewagen, bewaffnet mit 2-cm-Maschinenkanonen Typ 98 mit Ku-8-Gleitern abgesetzt werden. Die Fahrer wurden aus dem 1. Luftsturm-Panzer-Regiment und die Kanoniere aus der 1. Luftsturmbrigade ausgewählt. Die Führung der Truppe wurde Hauptmann Hirota Toshio übertragen. Anfang August 1945 wurde die Einheit auf den Fussa Flugplatz in der Nähe von Tokio verlegt, die Ausführung der Operation auf Ende August geplant. Es kam jedoch nie zur Ausführung der Operation, da Japan am 15. August seine Absicht, zu kapitulieren, bekannt gab.

## Organisation
Die Heeres-Fallschirmtruppen unterstanden den Kaiserlich Japanischen Heeresluftstreitkräften, die wiederum dem Daihon’ei (Kaiserliche Generalhauptquartier) unterstanden. Die Fallschirmtruppe gliederte sich in eine Luftsturmdivision (Teishin Shūdan), Luftsturmbrigaden (Teishin Dan) und Luftsturmregimenter (Teishin Rentai), wobei die Mannstärke des jeweiligen Verbandes nicht der üblichen Stärke der Heeres-Einheiten entsprach, sondern viel kleiner war. Anders als bei Fallschirmjägertruppen anderer Armeen waren die Transportflugzeuge direkt den Heeres-Fallschirmjäger unterstellt.

### Dai-1 Teishin Shūdan (1.Luftsturmdivision)
Die Dai-1 Teishin Shūdan (第1挺進集団) war die erste und einzige Luftlandedivision des Kaiserlich Japanischen Heeres. Sie wurde Ende 1944 aufgestellt und entsprach von ihrer Organisation her einer Division, obwohl sie von der Mannstärke für eine Division relativ klein war. Laut W. Victor Madej betrug die Gesamtstärke etwa 5575 Mann, laut Rottman & Takizawa etwa 12.000 Mann. Wie die Aufstellung der Luftsturmbrigaden zeigt, ist von einer Größe von etwa 8000 Mann auszugehen. Unterstellt war die Dai 1 Teishin Shudan einer Luftarmee.

### Teishin Dan (Luftsturmbrigade)
Es gab zwei Sturmbrigaden, befehligt von einem Oberst oder Oberstleutnant mit jeweils etwa 1.475 Mann, gegliedert in einen Führungsstab und zwei Teishin Rentais (Regimenter). Während die Dai-1 Teishin Dan (第1挺進団) der Dai-1 Teishin Shūdan untergeordnet war, war die Dai-2 Teishan Dan (第2挺進団) einer Flieger-Armee unterstellt. Unter Umständen konnten noch weitere Fallschirmjäger-Einheiten wie Luftsturm-Panzer, Luftsturm-Instandsetzung und Flugplatzsicherung einer Teishin Dan zugeteilt werden, die die Stärke einer Brigade auf bis zu 2475 Mann erhöhen konnte.

### Teishin Rentai (Luftsturmregiment)
Befehligt von einem Oberstleutnant oder Major bestand ein Teishin Rentai (挺進連隊) aus dem Führungsstab, drei Infanterie-Kompanien, einer Feuerunterstützungs-Kompanie (schwere Maschinengewehre) und einer Fernmelde-(Teil-)Einheit mit einer Gesamtstärke von 700 bis 816 Mann. Unter Umständen konnten weitere Einheiten wie Sturmpioniere dem Teishin Rentai unterstellt werden.

### Teishin Hikōdan (Luftsturm-Flieger-Brigade)
Die Teishin Hikōdan (挺進飛行団) wurde zur gleichen Zeit wie die Dai-1 Teishin Shūdan aufgestellt. Die Brigade bestand aus zwei Luftsturm-Flieger-Regimentern, einem Gleiter-Flieger-Regiment und einer Brigade-Fernmeldeeinheit.

### Teishin Hikō Sentai (Luftsturm-Flieger-Regiment)
Primäre Rolle der Teishin Hikō Sentai (挺進飛行戦隊) war, die Fallschirmjäger zu transportieren. Wurde die Einheit von den Fallschirmjäger nicht benötigt, unterstand sie den Heeresluftstreitkräften. Die ca. 500 Mann starke Einheit wurde von einem Oberstleutnant oder Major befehligt und bestand aus einem Führungsstab und drei Staffeln Transportflugzeuge (ca. 35 Tachikawa Ki-54, Mitsubishi Ki-57 oder umgerüstete Mitsubishi Ki-21). Im Durchschnitt transportierte ein Flugzeug 10 bis 13 Fallschirmjäger.

## Ausrüstung

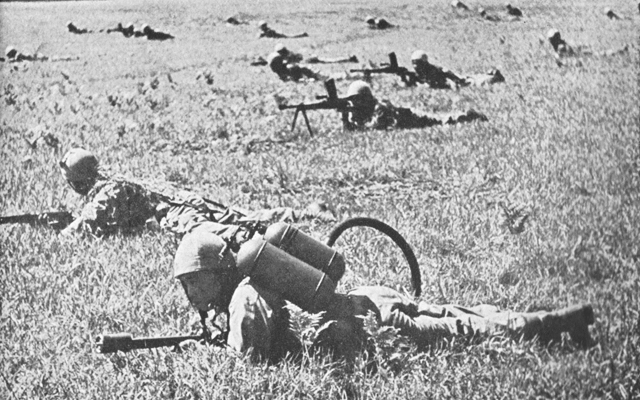
Heeres-Fallschirmjäger während einer Übung. Der Soldat im Vordergrund ist mit einem Typ 100 Flammenwerfer bewaffnet. Im Hintergrund sind zwei Soldaten bereit, ihr Typ 99 Leichtes Maschinengewehr abzufeuern.

### Waffen
- Typ 94 Pistole
- Typ 30 Bajonett
- Typ 100 Gewehr (98k Karabiner mit abnehmbaren Lauf)
- 7,7-mm-TERA-Gewehr Typ 2 (zerlegbare Fallschirmjäger-Ausführung des Arisaka Typ 99)
- Typ 100 Maschinenpistole
- Typ 99 Fallschirmjäger-Maschinengewehr
- Typ 92 Schweres Maschinengewehr
- Typ 92 Granatwerfer (zerlegbare Fallschirmjäger-Ausführung)
- Typ 93 Flammenwerfer
- Typ 100 Flammenwerfer
- Typ 97 Automatische Kanone (Panzerbüchse)
- 7-cm-Bataillonsgeschütz Typ 92
- Typ 94 37-mm-Panzerabwehrkanone
- Raku-Go 37-mm-Kanone
- Typ 1 47-mm-Panzerabwehrkanone
- Typ 97 8-cm-Granatwerfer
- Typ 99 8-cm-Granatwerfer
- Typ 98 20-mm-Flugabwehr-Maschinenkanone

### Transportflugzeuge und Gleiter
(Alliierter Codename dahinter)
- Kawasaki Ki-56 Thalia
- Kokusai Ku-8 Gander (Gleiter)
- Mitsubishi Ki-57 Topsy
- Mitsubishi Ki-21 Sally
- Nakajima L2D Tabby
- Tachikawa Ki-54 Hickory

### Fahrzeuge
- Typ 95 Aufklärungswagen, Geländewagen
- Typ 94 TK, Tankette
- Typ 2 Ke-To, leichter Panzer

### Gleitsegler-Panzer

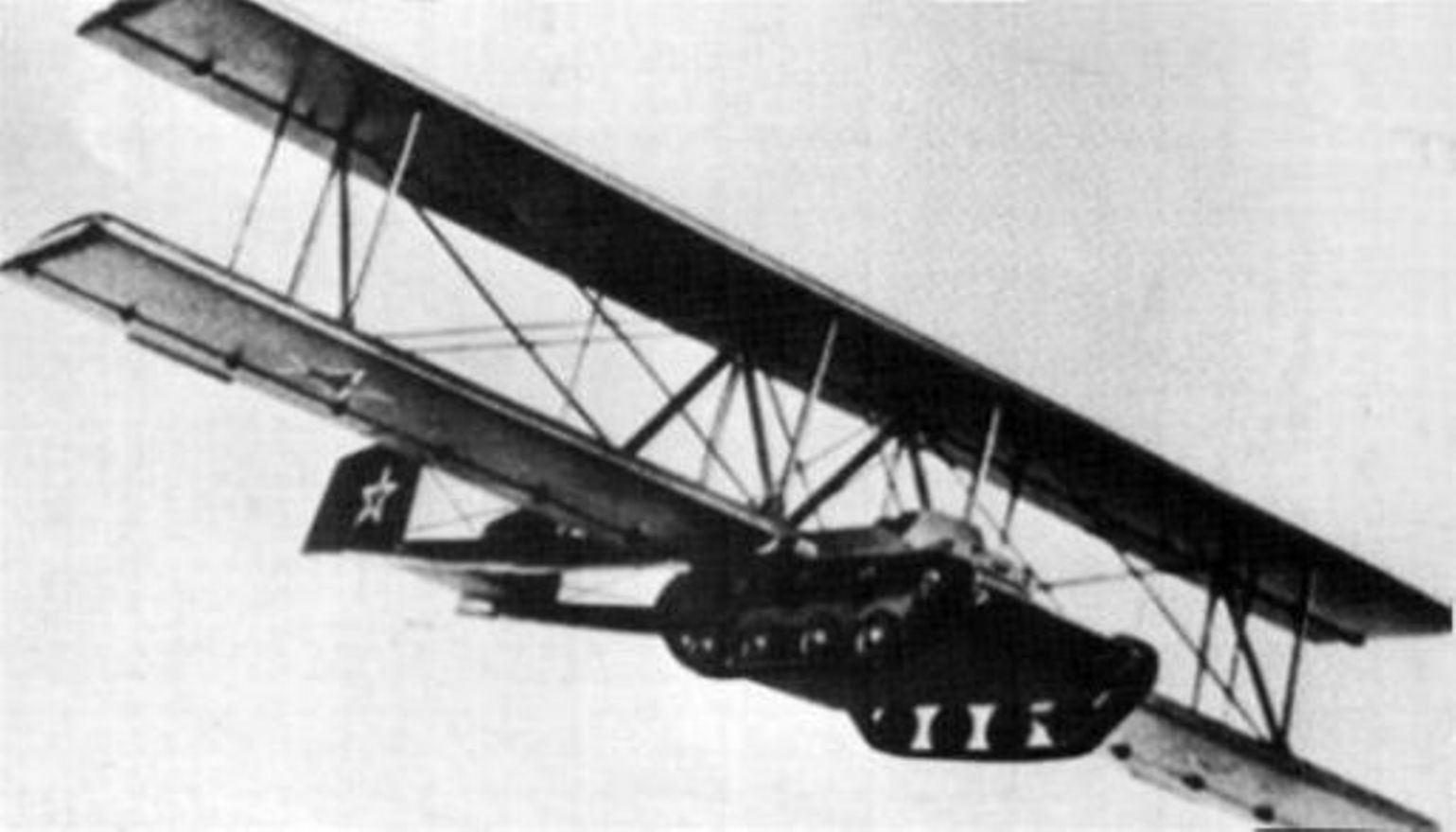
Vorlage für den geplanten Flügelpanzer Sondernummer 3 Leichter Panzer Ku-Ro war der sowjetische Antonow A-40.

Die Führung der Heeres-Fallschirmjäger ließ die Möglichkeit untersuchen, leichte Panzer mit Gleitern im Kampfgebiet abzusetzen. Dazu wurde der Gleiter Kokusai Ku-7 mit 7 Tonnen Ladekapazität entworfen, aber nur zwei der Gleiter wurden gebaut. Darüber hinaus wurde an dem Flügel-Panzer Sondernummer 3 Leichter Panzer Ku-Ro (特三号戦車 クロ) gearbeitet. Dieser Panzer sollte, ähnlich wie die sowjetische Antonow A-40 wie ein Gleiter zu Boden gehen. Nach erfolgter Landung sollten die Flügel abgeworfen werden, sodass der Panzer einsatzfähig gewesen wäre. 1945 wurde das Projekt eingestellt, nachdem ein einziger Prototyp fertiggestellt worden war.

### Uniform

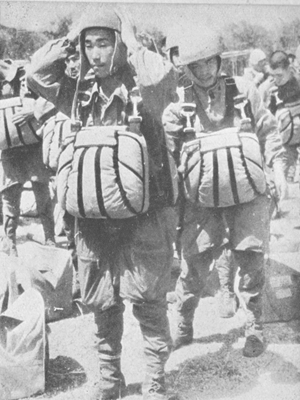
Heeres-Fallschirmjäger bereiten sich auf einen Sprung vor. Die Soldaten tragen einen Sprunganzug über ihrer Kleidung. Am Helm sind deutlich die Stoffdreiecke zu sehen, die mit Kinn- und Nackenriemen durchzogen sind. Vor dem Bauch ist ein Typ 97 Reservefallschirm befestigt.

Heeres-Fallschirmjäger trugen die olivgrüne Standard-Baumwolluniform oder wollene Felduniformen. Ihre Stiefel waren etwas höher als die Standardstiefel und hatten Gamaschen. Ein gummierter Helm, mit braunem oder olivgrünem Stoff bezogen, wurde während des Trainings getragen. Der Kampfhelm war aus Stahl und war ebenso mit braunem oder olivgrünem Stoff bezogen. Der Helm war seitlich und hinten mit Stoffdreiecken versehen, die mit Kinn- und Nackenriemen durchzogen waren. Die seitlichen Stoffdreiecke hatten auf Ohrhöhe jeweils ein Loch. Für den täglichen Dienst trugen die Fallschirmjäger die Standardfeldmütze. Zu Beginn der Ausbildung trugen die Fallschirmjäger während des Trainings noch einen einteiligen Überanzug wie ihn die Heeresflieger trugen. Später wurde ein einteiliger, olivgrüner Sprunganzug über der Kleidung getragen, damit sich keine Fallschirmleinen in der Kleidung verfangen konnten und um Schutz bei der Landung in Bäumen zu bieten. Der Einteiler hatte lange Ärmel und knielange Beine. Vor der Brust und an den Beinen befanden sich Schnellverschlüsse, die ein schnelles Ablegen ermöglichten.
Die Heeres-Fallschirmjäger trugen im Einsatz einen Ledergürtel mit einem oder zwei 30-Schuss-Patronentaschen. Manchmal auch eine 60-Schuss-Patronentasche hinten am Gürtel. Die Pistolentasche seitlich rechts oder anstelle einer der 30-Schuss-Patronentaschen. Das Bajonett links. Um den Torso trugen die Fallschirmjäger einen lederverstärkten Baumwollgurt, der mit sieben Munitions- und zwei Granatentaschen versehen war. Soldaten, die mit einer Typ 100 Maschinenpistole ausgestattet waren, hatten ein oder zwei Segeltuchtaschen, die jeweils vier 30-Schuss-Magazine aufnehmen konnten. Das Zwei-Mann-Team für den Typ 92 Granatwerfer war jeweils mit zwei Beuteln à vier Taschen für die Werfergranaten ausgerüstet.

### Fallschirme
Für den Aufbau der eigenen Fallschirmjägertruppe wurden im Kaiserreich Japan die Sprungfallschirme Typ 1, Typ 1 Spezial und Typ 4 entwickelt, die von Einheiten der japanischen Marineinfanterie und des Heeres während des Zweiten Weltkrieges verwendet wurden.